# Abdul Jamil Shah I di Pahang
Paduka Sri Sultan Ahmad Shah I ibni al-Marhum Sultan Mansur Shah (XV secolo – Pekan, 1512) è stato sultano di Pahang dal 1495 al 1512 con suo cugino Mansur Shah I.

## Primi anni vita
Conosciuto come Raja Jamil prima della sua ascesa al trono, era il figlio maggiore del primo sultano di Pahang Muhammad Shah e di sua moglie Mengindra Putri. Nel 1495 dopo l'abdicazione di suo zio, Ahmad Shah I e la proclamazione del cugino Raja Mansur, Raja Jamil assunse la responsabilità della tutela del giovane sultano. Successivamente un altro cugino, Mahmud Shah di Malacca lo nominò sultano e regnò congiuntamente a Mansur I.

## Regno
Abdul Jamil Shah curò il restauro dei legami tra il Pahang e il sultanato di Malacca e, nel 1500, i due Stati collaborarono per sconfiggere il raja di Ligor che era stato incaricato dal Siam di attaccare il suo regno. Questo fu l'ultimo tentativo fatto dal Siam per invadere il Pahang. Nel 1511 il sultanato di Malacca venne conquistato dall'Impero portoghese. Mahmud Shah fuggì a Muar e poi nel Pahang dove fu calorosamente accolto da Abdul Jamil Shah. Morì a Pekan un anno più tardi e fu sepolto a Ziarat Raja Raden. Gli fu concesso il titolo postumo di Marhum Ziarat.